# Ramón Carrillo
Ramón Carrillo (Santiago del Estero, 7 de març de 1906 - Belem do Pará, 20 de desembre de 1956) fou un neurocirurgià, neurobiòleg, metge, acadèmic, defensor de la salut pública argentí, i del 1949 al 1954 primer ministre de Salut de la nació.

## Biografia
Nascut a Santiago del Estero, Ramón Carrillo va assistir a la Universitat de Buenos Aires i va obtenir un títol en Medicina el 1929 amb una medalla d'or com a millor estudiant de la seva classe.
Va mostrar una preferència per la neurologia i la neurocirurgia, i col·laborà amb l'eminent neurocirurgià Manuel Balado, un alumne de la Clínica Mayo i, com el mateix Carrillo, un estudiant de Christfried Jakob a la Universitat de Buenos Aires. Sota Balado, Carrillo va publicar els seus primers articles científics. Després de graduar-se, va obtenir una beca de viatge per tal d'ampliar els seus estudis a Europa, on va treballar en els millors laboratoris de neurociència, entre d'altres els de Cornelius Ubbo Ariëns Kappers i Carl Vogt.

### Carrera en la medicina social
Va tornar a Buenos Aires a mitjan 1930. Coneguda a Argentina com la "Dècada Infame," Carrillo descriu aquest període de la història argentina com el "saqueig sistemàtic i la destrucció de la seva pàtria, un període caracteritzat per una profunda decadència moral dels líders, en el qual s'autoimposaren la corrupció, els delictes econòmics, la venda del patrimoni nacional, i l'empobriment de la majoria de la població "(Ordóñez).
Desil·lusionat amb la democràcia liberal, i rebutjant explícitament tant les seves alternatives feixistes com estalinistes, Carrillo es va adherir a la creixent idea nacionalista a nivell local i complementà la seva recerca científica amb l'evolució de les idees polítiques i l'educació cultural. Va gaudir d'amistats amb nombrosos noms força importants de la cultura del tango argentí i les noves idees nacionalistes, incloent el poeta i compositor Homero Manzi (un antic amic de l'escola elemental), així com els activistes nacionalistes Arturo Jauretche i Raúl Scalabrini Ortiz i els compositors de tango i de teatre Armando Discépolo i Enrique Santos Discépolo. També va mantenir estrets vincles acadèmics amb prominents neurobiòlegs germanoargentins com el seu antic professor Christfried Jakob i dues figures de la ciència neuropsiquiàtrica argentina, els Drs. José Borda i Braulio Moyano.
Carrillo romangué solter, i va mantenir la seva mare i deu germans menors. Va patir una malaltia aguda el 1937, que el va deixar amb hipertensió crònica i mals de cap progressivament més greus. Fou salvat per Salomó Chichilnisky, que en la seva joventut va treballar com a estibador al Port de Buenos Aires per mantenir els seus pares, i malgrat aquestes dificultats es va convertir en un catedràtic de Neurologia. Posteriorment es convertirien en col·legues i amics íntims.
Entre 1930 i 1945 Carrillo va contribuir de manera valuosa amb una investigació original sobre cèl·lules glials i el mètode per a la tinció i l'observació d'aquestes sota el microscopi, així com en el seu origen evolutiu (filogènia), i l'anatomia comparativa del cervell a través de les diverses classes de vertebrats. També va contribuir amb noves tècniques de diagnosi neurològica - va refinar la ventriculografia iode-contrastada, anomenada iodeventriculografia, i va descobrir-hi signes de diverses malalties; desenvolupà la tomografia, que per la falta de mitjans electrònics en el moment li va impedir la integració de la computació, tot i que encara era un precursor del que es coneix avui com a tomografia computada; i va aconseguir la seva combinació amb l'electroencefalograma (EEG), denominada tomoencefalografia.
Carrillo també va produir un cos d'investigació de l'hèrnia del cervell, i destacà en cisternes de sang (hèrnies cisternals) i la síndrome que s'esdevé després d'una contusió cerebral; va descobrir el que es va conèixer com "la malaltia de Carrillo," o papil·litis aguda; va descriure en detall l'esclerosi cerebral, durant la investigació de la qual va dur a terme molts trasplantaments cerebrals (empelts cerebrals) en conills vius; i reclassificà histològicament els tumors cerebrals i les inflamacions de l'embolcall més intern del cervell (aracnoide), conegudes com a aracnoiditis. També va proposar una classificació pre-DSM, àmpliament utilitzada, de les malalties mentals. Contra l'oposició per part dels seus col·legues conservadors, el 1942 i a l'edat de 36 anys Carrillo va esdevenir Catedràtic de Neurocirurgia a la Facultat de Medicina de la Universitat de Buenos Aires. Entre els metges argentins influents que va entrenar es poden esmentar Germán Dickmann, Raúl Matera, D. E. Nijensohn, Raúl Carrea, Fernando Knesevich, Lorenzo Amezúa, Jorge Cohen, Jacobo i Leon Zimman, Rogelio Driollet Laspiur, Juan C. Christensen, i Alberto D. Kaplan.
Durant aquests anys Carrillo es va dedicar únicament a la investigació ia la docència, fins que el 1939 es va fer càrrec del Servei de Neurologia i Neurocirurgia de l'Hospital Militar Central a Buenos Aires. Aquest ocupació li va permetre conèixer amb més profunditat la realitat sanitària del país. Va prendre contacte amb les històries clíniques dels aspirants al servei militar, procedents de tota l'Argentina, i va poder comprovar la prevalença de malalties vinculades amb la pobresa, sobretot en els aspirants de les províncies més endarrerides. Va dur a terme estudis estadístics que van determinar que el país només només disposava del 45% dels llits necessaris, a més distribuïts de manera desigual, amb regions que tenien només un 0,001% de llits per mil habitants. Va confirmar d'aquesta manera els seus records i imatges de província, que mostraven l'estat d'endarreriment en què es trobava gran part de l'interior argentí.
Carrillo estava al cim de la seva carrera mèdica quan va entrar en contacte amb el Coronel Juan Domingo Perón, un pacient a l'Hospital Central Militar amb qui Carrillo va compartir llargues converses. El coronel Perón era el ministre de Treball, cada vegada més influent, del règim militar nacionalista que va prendre el poder després del cop d'Estat de 1943, i durant aquestes converses van persuadir Carrillo perquè l'ajudés a planificar les polítiques nacionals de salut. Carrillo, als 39 anys, va servir breument com a degà de la Facultat de Medicina, actuà com a intermediari en un ferotge, i altament polititzat, conflicte universitari entre l'esquerra i la dreta, que finalment el va obligar a deixar el seu lloc docent.

### El primer ministre de salut de la nació
El coronel Perón va ser elegit democràticament a la presidència de la nació al febrer de 1946, i nomenà Carrillo com a titular de la Secretaria d'Estat de Salut Pública; quan el president Perón va promoure aquesta última oficina com a ministeri a nivell de gabinet, Ramón Carrillo es va convertir en el primer ministre de Salut Pública de la nació l'11 de març de 1949.
Carrillo nomenà destacades figures de la medicina argentina, com ara Salomón Chichilnisky, el neurocientífic Braulio Moyano, i el seu propi germà, Santiago Carrillo (que havia treballat extensament amb Moyano a l'Hospital Borda), a càrrecs administratius en el nou Ministeri de Salut. Col·legues de tota la vida de la Universitat de Buenos Aires, Chichilnisky i el nou ministre de Salut, s'havien convertit en amics propers durant la malaltia d'aquest últim el 1937, i com a secretari de Salut a principis de 1950, quan va ajudar al ministre de Salut Carrillo a encarregar la construcció de centenars d'hospitals públics de l'Argentina. L'esposa de Perón, Evita, va coordinar les seves accions amb les de Carrillo, i va contribuir a consolidar la seva obra tècnica.
La seva gestió es va caracteritzar per prolífics avenços fins ara sense igual, en la salut pública argentina. Va augmentar el nombre de llits existents al país, de 66.300 a 1946-132,000 el 1954. va erradicar, en només dos anys, malalties endèmiques com la malària, amb campanyes summament agressives contra el vector. Va fer desaparèixer pràcticament la sífilis i les malalties venèries. Va crear 234 hospitals o policlíniques gratuïtes. Va disminuir l'índex de mortalitat per tuberculosi de 130 per 100.000 a 36 per 100.000. Va acabar amb epidèmies com el tifus i la brucel·losi. Va reduir dràsticament l'índex de mortalitat infantil del 90 per mil a 56 per mil.
Com a ministre de Salut Carrillo va donar prioritat al desenvolupament de la medicina preventiva, ea l'organització hospitalària, a conceptes com la "centralització normativa i descentralització executiva" (centralización normativa y descentralización ejecutiva). Aquesta gens té a veure amb la descentralització, que només respon a fins merament econòmics imposats pels mercats. En un intercanvi de correspondència amb Norbert Wiener, el creador de la cibernètica, Carrillo ho aplica a l'art de govern amb el que ell anomena cibernologia, i un crea un Instituto de Cibernología (de fet, planificació estratègica) el 1951. també es va associar amb els ferrocarrils argentins per establir un servei de "Trens de salut" equipat amb clíniques mòbils per arribar a algunes dels més remotes i empobrides regions del país. El servei s'abandonà després que Perón va deixar el càrrec, i es va restablir el 2003 com a Tren Sanitario Ramón Carrillo i va recórrer més de 33.000 km en la dècada després de la seva reinauguració per part del president Néstor Kirchner.
Carrillo va comptar amb el suport tant del president com de la influent Fundació Eva Perón; però es va desil·lusionar amb el que veia com la complaença i carrerisme en gran part de l'administració Perón, i va renunciar el 23 de juliol de 1954. Va tornar a l'acadèmia, i va obtenir una beca de Perón per visitar els Laboratoris Lederle als Estats Units alhora que adquiria nous antibiòtics per al Ministeri de Salut, així com cercava un tractament més especialitzat per a l'empitjorament de la seva malaltia hipertensiva. Parant a Brasil per organitzar una sèrie de conferències, el seu viatge de tornada va ser interromput per la notícia que el president Perón havia estat enderrocat al cop d'estat del 16 de setembre del 1955.

### Exili i mort

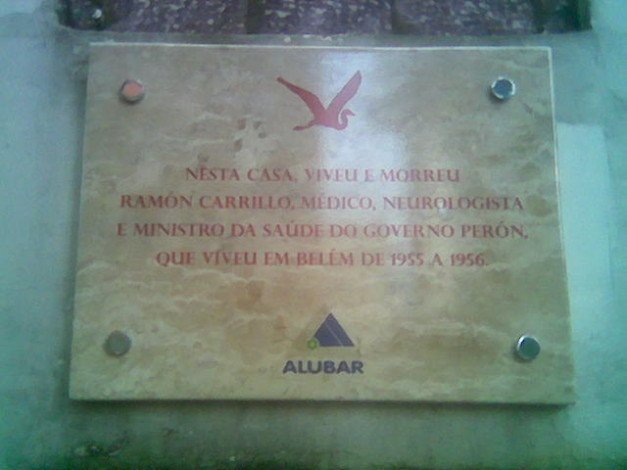
Aquesta placa està al front de la casa on va viure Ramón Carrillo a Belem, Brasil.

Exiliat i greument malalt amb hipertensió mal tractada, Carrillo es va convertir en blanc d'una persecució política després del cop; el govern argentí, que va enderrocar a Perón fins i tot va presentar una protesta formal al govern del Brasil per haver proporcionat assistència mèdica a Carrillo)", Els seus llibres i propietats a Buenos Aires van ser saquejats, i després de patir amb la seva família greu pobresa, va morir a Belem do Pará, Brasil, el 20 de desembre de 1956. No obstant això aquestes condicions, durant aquell any encara va produir treballs d'antropologia filosòfica.
Difamat pel règim de Pedro Eugenio Aramburu com a "lladre de gasolina", la seva figura i els seus èxits van ser silenciats fins a la tercer breu presidència de Perón (1973-1974). Ordóñez escriu: "Va morir a Belém do Pará, Brasil, a l'edat de cinquanta anys, pobre, malalt i exiliat, rebent diners per correu electrònic de Salomón Chichilnisky exactament com San Martín va fer del seu amic Aguado. Potser pensant, com Simón Bolívar va fer, que havia estat llaurant a la mar... Potser una de les seves frases més conegudes indica que la seva obra segueix sense acabar: "Davant de les malalties que genera la misèria, enfront de la tristesa, l'angoixa i l'infortuni social dels pobles, els microbis, com a causes de malaltia, són unes pobres causes."
Les grans estructures de diversos hospitals que va començar a construir durant la seva gestió van ser abandonades després de l'enderrocament de Juan Domingo Perón i mai van ser habilitades; moltes d'elles van ser enderrocades o abandonades en associar-les amb el peronisme, com a exemple d'això l'Elefante Blanco tenia com a objectiu ser l'hospital més gran de tota l'Amèrica Llatina, però això mai no es va produir, ja que, després que Perón va ser enderrocat per Eduardo Lonardi i els militars el 1955, l'edifici va quedar abandonat. El llavors president argentí, Juan Domingo Perón, apuntalat pel seu ministre de salut Ramón Carrillo, tenia al cap construir un moderníssim complex hospitalari per als nens, però la seva construcció en estat avançat seria abandonada per la dictadura de Pedro Eugenio Aramburu. Similar va ser el destí de l'ampliació de l'Hospital Borda, que es va deixar sense ús fins al 2004, any en què es va enderrocar. El 2005 el seu germà Arturo Carrillo, sense cap subsidi oficial, aconseguí produir un llibre que exposava la magnitud dels seus èxits i sacrificis.
Això va desencadenar que el 9 de desembre de 2005 el govern argentí decretés a 2006 "Any d'homenatge a Ramón Carrillo", es produïssin nombrosos actes de desgreuge i es tornessin a publicar les idees de medicina social que van guiar la seva tasca.